# Jiřina Jiráková
Plukovnice v. v. Jiřina Jiráková, rozená Křížková (20. října 1926 Zdolbunov, Volyň – 21. ledna 2016 Praha) byla vojenská chirurgická zdravotní sestra, která sloužila během druhé světové války na východní frontě v polní nemocnici 4. brigády 1. československého armádního sboru v SSSR. Po skončení druhé světové války působila až do roku 1952 v Československé armádě, poté ve zdravotnictví. Nositelka několika československých a sovětských řádů a medailí. 

## Život

### Rodinný původ
Jiřina Křížková se narodila 20. října 1926 v polské části Volyně ve městě Zdolbunov do české rodiny. Nebyla jedináčkem, neboť měla ještě mladší sestru Evženii. Dědeček z otcovy strany byl původem z Jičína a babička z Příbramska. Jiřinina matka byla od šesti let sirotkem, neboť její matka zemřela na tyfus v době první světové války, v níž sloužil její otec. Ve Zdolbunově provozoval Jiřinin otec krejčovskou dílnu zatímco Jiřinina matka byla ženou v domácnosti.

### Zdolbunov 1939 až 1944
Jiřina Křížková navštěvovala českou školu, kde působil vlastenecky smýšlející ředitel. V září 1939 sovětská armáda Zdolbuniv zabrala a byl pak součástí Sovětského svazu až do doby, co nacistické Německo zahájilo 22. června 1941 Operaci Barbarrosa a kdy město zabrala německá armáda. Německá okupační správa začala postupně uzavírat školy a odesílat mladé lidi na nucené práce. Jiřina Křížková začala pracovat od ledna 1942 v železniční nemocnici ve Zdolbunově. Objekt byl v blízkosti zdolbunovského nádraží, které se za válečné situace stalo důležitým železničním uzlem. Křižovaly se zde vojenské vlaky (ešalony) přepravující bojovníky na frontu s těmi, co dopravovali do míst blízko linií střetů zbraně a munici. Nádraží i město bylo často bombardováno, což ztěžovalo životní a pracovní podmínky v železniční nemocnici zahlcené raněnými a neustále postrádající dostatek kvalifikovaného personálu. Od  německé armády bylo město osvobozeno rudou armádou 3. února 1944. Se vstupem československé vojenské jednotky na osvobozené území začali volyňští Češi (muži, ženy i celé rodiny) dobrovolně a hromadně vstupovat do armády.

### V armádě
Jiřina Křížková vstoupila do československé vojenské jednotky na Volyni 25. srpna 1944 poté, co ji konečně uvolnila ze svého pracovního poměru železniční nemocnice. Ihned následoval dvouměsíční kurz chirurgických (sálových) sester v Kyjevě při sovětské vojenské nemocnici, který byl organizován pro příslušnice československé vojenské jednotky. Po skončení kurzu v Kyjevě byla přemístěna k náhradnímu pluku čs. armádního sboru, byla přidělena ke 4. brigádě armádního sboru jako operační sestra do ošetřovny. Nějaký čas byla nasazena na předsunutém stanovišti a jejím úkolem bylo poskytovat raněným první odborné ošetření před jejich následným transportem do polních nemocnic. Personálně fungovalo předsunuté pracoviště ve složení: lékař/lékařka, dvě zdravotní sestry, 10 zdravotníků a poručík zajišťující další rozvoz raněných do polních nemocnic. Po nějaké době byla Jiřina Křížková převelena na chirurgický sál polní nemocnice, s níž se účastnila bojů na Slovensku (Liptovský Mikuláš, Vrůtky a další místa těžkých bojů). Při přesunu na Moravu se v polní nemocnici dočkala konce druhé světové války. Do osvobozeného Československa se Jiřina Křížková vrátila v řadách 4. československé samostatné brigády 1. československého armádního sboru v SSSR.

### Po druhé světové válce
Po skončení druhé světové války v květnu 1945 zůstala Jiřina Křížková v Československé armádě jako zdravotní sestra poté, co absolvovala dvouletou zdravotní školu organizovanou Československým červeným křížem při Ústřední vojenské nemocnici v Praze 6. Na zdravotní škole si doplnila praktické zkušenosti z frontových ošetřoven o medicínskou teorii a následně pracovala po nějakou dobu ve vojenské nemocnici. Z této pozice byla převelena na zdravotní správu Ministerstva národní obrany (MNO), kde sloužila až do roku 1952, kdy odešla v hodnosti nadporučíka do zálohy.
Za kyjevského Čecha, kamaráda z druhé světové války Eduarda Jiráka se provdala v roce 1946 a přijala jeho příjmení (Jiráková). I on zůstal po skončení druhé světové války v Československé armádě. Manželé Jirákovi měli 3 děti. Do zdravotnictví nastoupila Jiřina Jiráková po osmileté pauze a pracovala zde jako sestra až do svého odchodu do starobního důchodu. Posledních 10 let před odchodem na odpočinek pracovala v ordinaci pro dorost ve zdravotnické škole v Praze. Jiřininy rodiče a sestra Evženie repatriovali do Československa v únoru 1947. 
|

## Povýšení a ocenění
Dne 6. dubna 2000 byla povýšena (s platností od 8. května 2000) do hodnosti podplukovníka ve výslužbě. O několik let později byla povýšena do hodnosti plukovníka ve výslužbě. Za válečnou činnost během druhé světové války byla vyznamenána několika československými a sovětskými řády a medailemi:
- Pamětní medaile SSSR;
- Medaile Za zásluhy (II. stupeň);
- Medaile Za osvobození Prahy (ruská);
- Medaile Účastník 2. svět. války (ruská);
- Medaile Žukova;
- Medaile 40 let od vítězství nad nacistickým Německem (Медаль 40 лет со дня победы над нацистской Германией);
- Řád vlastenecké války (Orden otěčestvennoj vojny) (ruský);
- Medaile 50 let osvobození Ukrajiny a
- další.[2]